# Бенешть (Сучава)
Бенешть, Бенешті (рум. Bănești) — село у повіті Сучава в Румунії. Входить до складу комуни Финтинеле.
Село розташоване на відстані 352 км на північ від Бухареста, 21 км на схід від Сучави, 93 км на північний захід від Ясс.

## Населення
За даними перепису населення 2002 року у селі проживали 1236 осіб, усі — румуни. Усі жителі села рідною мовою назвали румунську.